# Gearóid Ó Cuinneagáin
Gearóid Ó Cuinneagáin (2 de enero de 1910 - 13 de junio de 1991) fue un político de extrema derecha irlandés, fundador y dirigente del partido Arquitectos de la Resurrección (Ailtirí na hAiséirghe).

## Biografía
Nació en una familia católica de clase media, en un distrito de mayoría protestante de la ciudad de Belfast. Siempre destacó por su inteligencia en su clase, consiguiendo la tercera plaza en los exámenes nacionales de 1937, lo que le permitió entrar en la Universidad Queen’s de Belfast. Inspirado por uno de sus profesores de la Escuela San Malaquías del Ulster, comenzó a aprender la lengua irlandesa y adoptó la variante en este idioma de su apellido (en inglés era Cunningham).
En 1942 fundó el partido anteriormente mencionado, que se basaba en el corporativismo y el catolicismo, que reivindicaba la prohibición de la lengua inglesa y la fundación de un Estado totalitario. Durante la década de 1940 el partido tuvo relativa influencia, pero fue decayendo poco a poco, desapareciendo en 1958, aunque el periódico siguió editándose hasta la década de 1970.
Murió en 1991.